# Wojna cybernetyczna
Wojna cybernetyczna, cyberwojna (ang. cyberwarfare) – wykorzystanie komputerów, internetu i innych środków przechowywania lub rozprzestrzeniania informacji w celu przeprowadzania ataków na systemy informatyczne przeciwnika.
Wojnę cybernetyczną (której nie należy mylić z wojną informacyjną) od klasycznych wojen odróżnia środowisko pola walki – mają być nim systemy i sieci teleinformatyczne. Postuluje się, że w takiej wojnie strona atakująca przy minimalnych nakładach materialnych zdolna byłaby w znacznym stopniu sparaliżować kluczową infrastrukturę lub gospodarkę państwa przeciwnika – o ile ta oparta byłaby w wystarczająco wysokim stopniu na systemach komputerowych. Wojna cybernetyczna byłaby więc atakiem w dużym stopniu asymetrycznym, co pozwoliłoby na prowadzenie tego rodzaju wojen państwom słabszym przeciwko silniejszym (zobacz też: cyberterroryzm).

## Cele i metody prowadzenia ataków
W ramach wojny cybernetycznej, napastnik może dążyć do realizacji rozmaitych celów strategicznych, od rozpowszechniania propagandy lub wywoływania paniki pośród ludności cywilnej, po trwałe uszkodzenie kluczowych elementów infrastruktury technologicznej (elektrownie, systemy komunikacyjne itp.). Ataki mogą też być narzędziem wywiadu technologicznego i pozyskiwania informacji.
W zależności od celu, ataki mogą wykorzystywać pełną gamę narzędzi: komputery zombie używane do ataków DDoS, exploity pozwalające na przejęcie kontroli nad systemami, metody socjotechniczne zmierzające do manipulacji ludźmi itp. Ataki tego typu mogłyby osłabić lub uszkodzić systemy wykorzystywane przez siły zbrojne przeciwnika, co mogłoby doprowadzić do ich całkowitego odsłonięcia na polu walki w czasie wojny elektronicznej.

## Domniemane ataki
W historii udokumentowano kilka przypadków prób destabilizacji systemów teleinformatycznych o dużej złożoności.
- Systemy informatyczne znajdujące się w USA zostały zaatakowane w 2003 przez hakerów z Rosji i Chin (tzw. Titan Rain i Moonlight Maze)[2].
- 17 maja 2007 miał miejsce atak cybernetyczny na Estonię. Parlament estoński, agendy rządowe, banki i media zostały zaatakowane przez hakerów, podejrzewanych pierwotnie o bycie na usługach rosyjskiego rządu[3]. Przeprowadzone śledztwo wykazało, że atak zainicjował 20-letni student z Estonii[4].
- W połowie września 2009 roku, ABW udaremniła zorganizowany atak na kilka polskich serwerów rządowych, który pochodził ze strony rosyjskiej[5].
- Wykryty w czerwcu 2010[6] roku robak Stuxnet napisany do szpiegowania i przeprogramowywania instalacji przemysłowych[7].
- Grupie APT-28, o domniemanych powiązaniach z wojskowym wywiadem rosyjskim, przypisuje się szereg ataków od 2004 na liczne cele państwowe i prywatne na całym świecie.